# Уайлдвуд (Миссури)
Уайлдвуд (англ. Wildwood) — город в самой западной части округа Сент-Луис в Миссури в Соединённых Штатах Америки.
По данным переписи 2020 года население составляло 35 417 человек.

## География

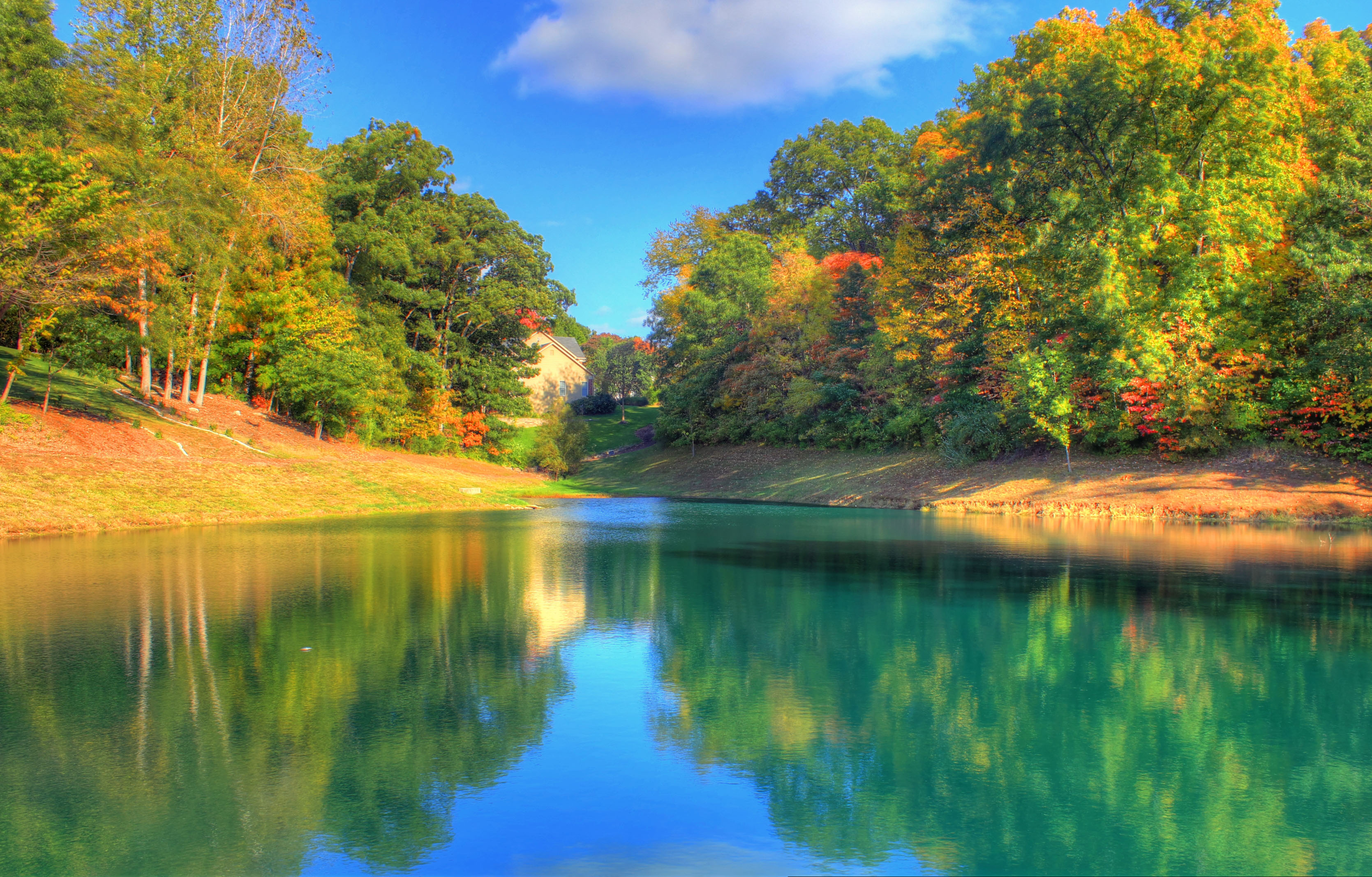
Ландшафт Уайлдвуда

По данным Бюро переписи населения США, общая площадь города составляет 67,08 квадратных миль (173,74 км2), из которых 66,42 квадратных миль (172,03 км2) — это суша и 0,66 квадратных миль (1,71 км2) — вода.
Уайлдвуд граничит на севере с Честерфилдом; на востоке — с Кларксон-Валли и Эллисвиллом; на юге — с Юрикой и Пасификом; а на западе — с округом Франклин.

## Образование
В городе открыты средняя школа (1960) и колледж (2007).